# Římskokatolická farnost Stará Ves u Přerova
Římskokatolická farnost Stará Ves u Přerova je územním společenstvím římských katolíků v rámci přerovského děkanátu olomoucké arcidiecéze s farním kostelem Nanebevzetí Panny Marie.

## Historie
První písemná zmínka o obci pochází z 25. května 1261, kdy český král Přemysl Otakar II. věnoval olomouckému biskupovi Brunovi ze Schauenburku Újezd Hulský a dědiny Praweziz, Nemeziz a Altendorf (Pravčice, Němčice a Stará Ves). V letech 1879 až 1882 byl postaven současný farní kostel.

## Duchovní správci
Od července 2017 je administrátorem excurrendo R. D. Mgr. Zdeněk Jiří Pospíšilík.

## Bohoslužby
| Kostel                  | Místo               | Bohoslužba (den) | Hodina                         | Poznámka     |
| ----------------------- | ------------------- | ---------------- | ------------------------------ | ------------ |
| Nanebevzetí Panny Marie | Starý Ves u Přerova | neděle pondělí   | 9.30 17.00 (zima)/18.00 (léto) | farní kostel |

## Aktivity farnosti
Ve farnosti se pravidelně koná tříkrálová sbírka. V roce 2017 se při ní ve Staré Vsi vybralo 15 132 korun.
V letech 1995 až 2018 vycházel pro všechny farnosti děkanátu Přerov měsíčník Slovo pro každého.